# Speleonectes ondinae
Speleonectes ondinae is een ladderkreeftensoort uit de familie van de Speleonectidae. De wetenschappelijke naam van de soort is voor het eerst geldig gepubliceerd in 1984 door Garcia-Valdecasas.